# Записки по гидрографии
«Запи́ски по гидрогра́фии» — научно-технический журнал центральных органов управления Гидрографической службы Российской империи, СССР, Российской Федерации. Издаётся с 1842 года. Является одним из старейших научных российских периодических изданий. Место издания — Санкт-Петербург.

## История
Журнал «Записки по гидрографии» был учреждён 11 (23) февраля 1842 года решением начальника Главного морского штаба адмиралом А. С. Меншиковым по представлению директора Гидрографического департамента А. Г. Вилламова об издании «Записок Гидрографического департамента Морского министерства». В них надлежало публиковать отчёты о гидрографических работах, а также статьи по вопросам гидрографии и мореплавания.
Предшественниками «Записок по гидрографии» считаются «Морские записки» (1801), «Записки, издаваемые Государственным Адмиралтейским департаментом, относящиеся к мореплаванию, наукам и словесности» (1807—1827) и «Записки Гидрографического депо» (1835—1837).
С 1844 до 1852 года журнал назывался «Записки Гидрографического департамента Морского министерства». С 1852 года выпуск журнала был прерван. Тематические материалы размещались в «Морском сборнике». В 1887 году по приказу морского министра издание печатного органа Главного гидрографического управления было возобновлено под названием «Записки по гидрографии».
Учредители журнала в различное время: Главный морской штаб Российской империи (1842), Главное гидрографическое управление Морского министерства Российской империи (1888), Гидрографическое управление ВМФ СССР (1917), Главное управление навигации и океанографии Министерства обороны СССР (1972), Министерство обороны Российской Федерации (1992). Профиль журнала: гидрография, геофизика, гидрометеорология, навигация, навигационное оборудование, история ВМФ.
В журнале публикуются статьи по вопросам гидрографии морей и океанов, исторические материалы по изучению мирового океана, материалы гидрографических экспедиций, биографические сведения о наиболее значимых персоналиях в профессии, на его страницах специалисты обмениваются опытом мореплавания и исследовании водной среды.
Авторами журнала являются гидрографы, штурманы, гидрометеорологи, учёные, работающие по «флотской» тематике. В «Записках по гидрографии» традиционно публикуют свои материалы известные учёные, специалисты военного дела, флотоводцы, ветераны ВМФ. На страницах журнала в разное время были опубликованы статьи таких профессионалов в профессии, как, например, А. П. Белоброва, В. А. Берёзкина, Л. А. Владимирского, Ф. Ф. Врангеля, И. Д. Жонголовича, Н. Н. Зубова, В. В. Каврайского, А. Н. Крылова, С. О. Макарова, Н. Н. Матусевича, П. В. Мессера, А. П. Михайловского, Ю. А. Пантелеева, А. И. Сорокина, Н. Н. Струйского, Ю. М. Шокальского, В. Ф. Яросевича и многих других.
Тематика журнала в различные исторические периоды характеризует задачи, стоявшие перед Гидрографической службой, отражает достижения и потребности ВМФ России. До 1918 года основными материалами «Записок по гидрографии» являлись донесения и отчёты экспедиций о плаваниях и гидрографических исследованиях, статьи по вопросам кораблевождения, компасному делу, по обмену опытом проведения гидрографических работ, обслуживанию маяков и гидрографических знаков, разбору навигационных аварий.
В 1920—1940 годы в журнале акцентировались вопросы кораблевождения, обусловленные появлением новой штурманской техники и гидроакустических средств, материалы по теории девиации магнитного компаса, решению навигационных тактических задач, эксплуатации аппаратуры, проектированию и строительству гидрографических средств обеспечения ВМФ.
В 1941—1945 годы существенная часть статей посвящалась навигационно-гидрографическому и гидрометеорологическому обеспечению десантных операций, лоцманской службы, ледоводорожных переправ, артиллерийских стрельб береговых батарей и корабельной артиллерии, вопросам постановки мин и тралению.
С 1960-х годов на страницах «Записок по гидрографии» стали преобладать материалы по обмену опытом в океанографических исследованиях и применении геофизических методов для обнаружения крупных форм рельефа дна, статьи по вопросам автоматизации и комплексного использования технических средств кораблевождения, о новых подходах в навигационно-гидрографическом и гидрометеорологическом обеспечении сил и средств ВМФ, о различных радионавигационных системах и новых принципах издания навигационных карт.
На протяжении последних десятилетий материалы «Записок по гидрографии» распределяются по темам приблизительно следующим образом: по гидрографии и геофизике — 30 %, по навигации и гидрометеорологии — 30 %, о навигационном оборудовании — 15 %, истории ВМФ и Гидрографической службы — 15 %, о библиографиях и персоналиях (юбилейные даты, некрологи) — 10 %.

## Основные статистические сведения
По состоянию на начало 2012 года, за всё время издания «Записок по гидрографии» вышло 437 номеров, включая 10 номеров «Записок Гидрографического департамента Морского министерства». В нём было опубликовано свыше 6000 статей 4742 авторов. По состоянию на середину 2017 года увидело свет 452 номера журнала.

## Ответственные (главные) редакторы
Ответственными (главными) редакторами в разное время являлись:
- Шпиндлер Иосиф Бернардович (первый главный редактор)
- Куликов Михаил Дмитриевич (1948—1951)
- Абанькин Павел Сергеевич (1952—1958)
- Чекуров Валентин Андреевич (1958—1963)
- Рассохо Анатолий Иванович (1965—1985)
- Михайловский Аркадий Петрович (1986—1988)
- Жеглов Юрий Иванович (1989—1994)
- Комарицын Анатолий Александрович (1995—2006)
- Козлов Сергей Викторович (2006—2010)
- Шеметов Александр Викторович (2010—2013)
- Травин Сергей Викторович (с 2013)

## Энциклопедии и словари
- Записки по гидрографии // Энциклопедический словарь Брокгауза и Ефрона : в 86 т. (82 т. и 4 доп.). — СПб., 1890—1907.
- Гидрографическое управление // Энциклопедический словарь Брокгауза и Ефрона : в 86 т. (82 т. и 4 доп.). — СПб., 1890—1907.
- Записки по гидрографии // Большая советская энциклопедия : [в 30 т.] / гл. ред.  А. М. Прохоров. — 3-е изд. — М. : Советская энциклопедия, 1969—1978.
- Главное гидрографическое управление // Военная энциклопедия : [в 18 т.] / под ред. В. Ф. Новицкого … [и др.]. — СПб. ; [М.] : Тип. т-ва И. Д. Сытина, 1911—1915.